# Grafton (Ohio)
Grafton ist ein Village im Lorain County, Ohio, USA. Es liegt am östlichen Ufer des Black River. 2000 lebten hier 2302 Einwohner. Grafton ist Sitz des Staatsgefängnisses Lorain Correctional Institution sowie einiger anderer Gefängnisse.

## Geografie
Das Ortsgebiet umfasst 11,7 km2.

## Demografie
Es gibt 832 Haushalte im Dorf. Im Ort gibt es 643 Familien. Die Bevölkerungsdichte liegt bei 197 Einwohnern je Quadratkilometer.
Die Bevölkerung verteilt sich auf 37,3 % Weiße, 0,52 % Schwarze, 0,35 % Indianer, 0,26 % Asiaten, sowie 0,83 % mehrrassige.
28,2 % der Einwohner sind unter 18, 8,1 % 18–24, 30,5 % 25–44, 23,2 % 45–65 und 10,0 % über 65.
Auf 100 Frauen kommen 93,6 Männer. Auf 100 Mädchen unter 18 Jahren kommen 90,4 Jungen. Das mittlere Alter liegt bei 35 Jahren.

## Bekannte Einwohner
- Ed MCKean, geboren in Grafton, ist ein Major-League-Baseball-Spieler
- Ryan Feierabend ist ein Major-League-Baseball-Spieler